# Joaquín Rieta Síster

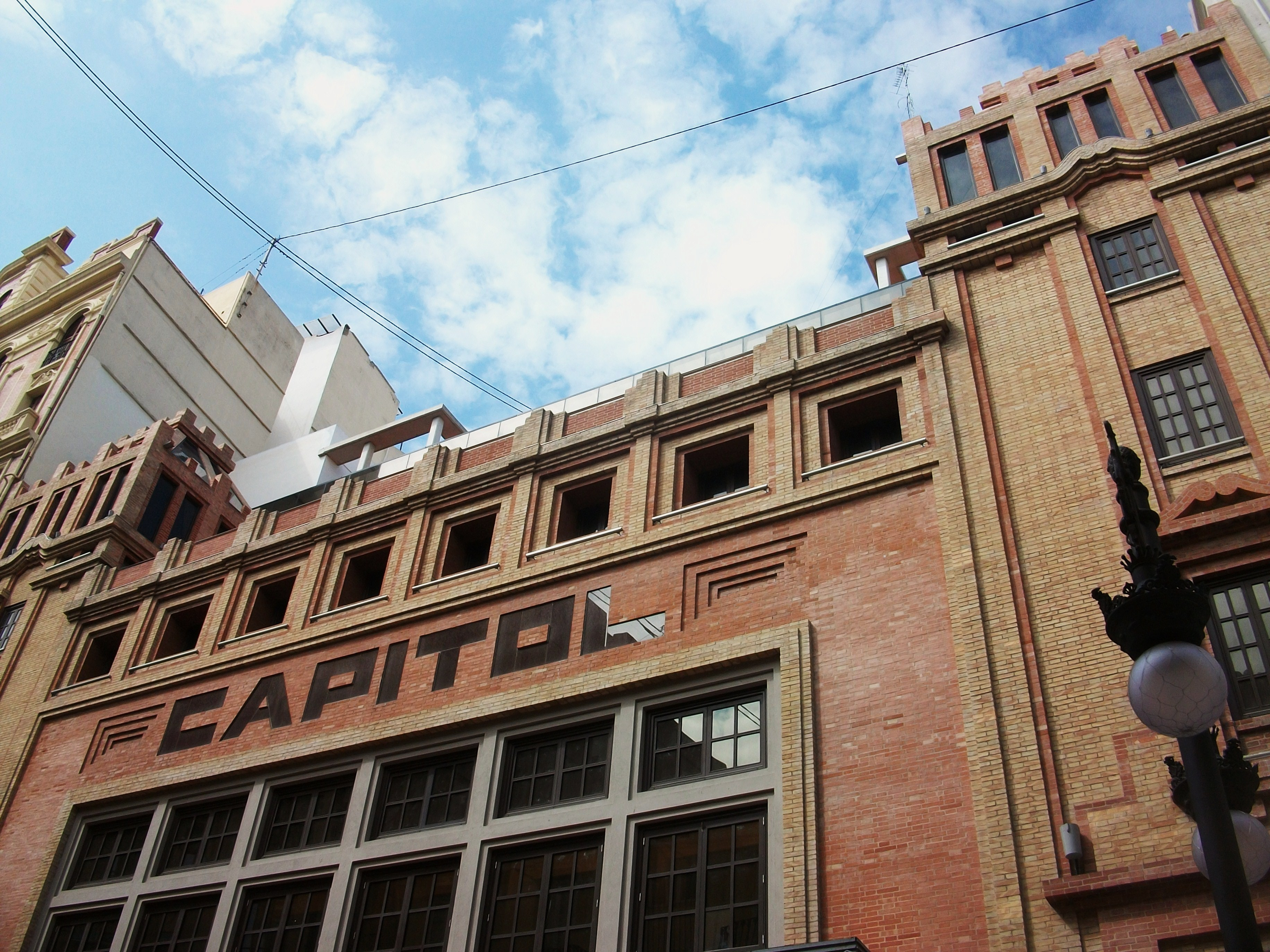
Antic cine Capitol de València.

Joaquín Rieta Síster (València, 1897-1982) fou un dels grans arquitectes de la ciutat de València al llarg del segle xx.

## Biografia
Joaquín Rieta Síster, nasqué a València el 1897, amb un caràcter cosmopolita, refinat i culte, es titula a l'Escola d'Arquitectura de Barcelona l'any 1923, aleshores dirigida per Lluís Domènech i Montaner i sota la influència del noucentisme. D'ací procedeix la persistència dels sistemes de composició acadèmics en la seua obra, com per exemple les organitzacions simètriques i tripartides (jerarquitzades en basament, cos intermedi i coronament) o la pregnància de les seqüeles espacials. No en va, començà a treballar com a col·laborador de l'arquitecte Emilio Ferrer, a qui considerava "mestre en la pràctica de la construcció".
El curs de Julien Guadet, "Élements et théorie de l'architecture" (1902) l'influencià en la idea de composició a partir dels elements d'arquitectura tècnicament disponibles, ordenats sobre uns esquemes axials, s'imposa la sèrie de normes següent:
"Les obres d'arquitectura, com totes les artístiques, han de tenir unitat varietat i harmonia tant externes com internes o de disposició...
El seu fonament ha de ser el sentiment, amb lús de la ciència com a directriu auxiliar, car les seues veritats són temporalment vàlides [...]
L'obra arquitectònica ha de manifestar externament la seua finalitat i estructura. No mentir-les ni dissimular-les.
La bondat d'una obra té, com a pedra de toc, la seua perdurabilitat a través del temps i dels canvis que ocorren al pas per diverses èpoques"
Aquestes consideracions deixen veure l'influx del racionalisme francés de principis de segle, en concret de Perret i Choisy, i que es tradueixen en la preeminència de la composició elemental a partir d'uns principis estructurals, o més ben dit, estructurants, que organitzaran les obertures i els volumns d'una gran part dels seus projectes, on l'elecció del llenguatge és secundària i intercanviable.

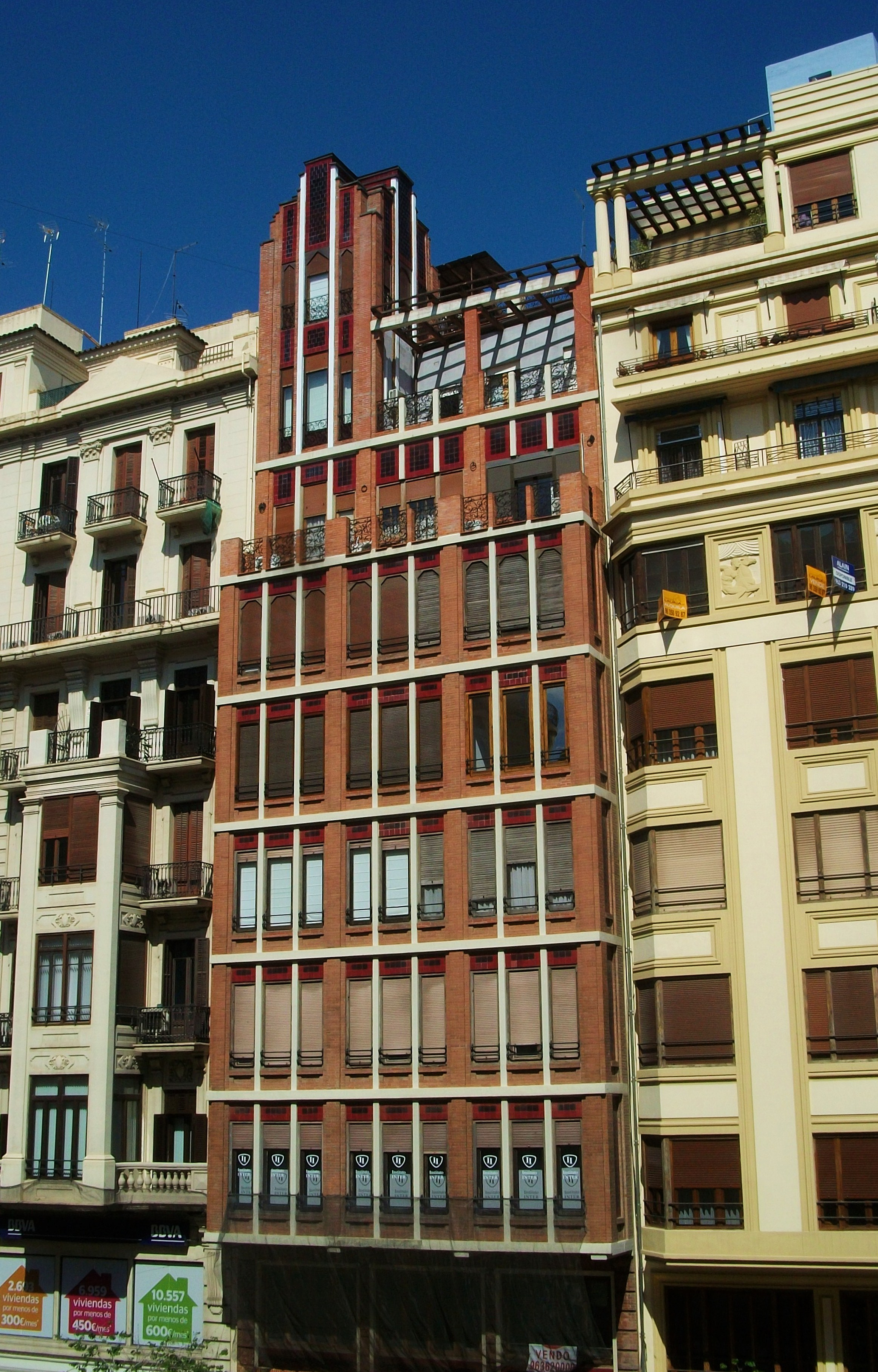
Edifici Cervera.

Així es poden entendre alguns projectes dels anys trenta, els edifis als carrers Pere III el Gran de (1929), En Bany, (1930) o Serrans del 1932, en els quals un gran ordre vertical emmarca la successió de les distintes volades, únicament matisades per la seua geometria. És un racionalisme elemental que no arriba a la resolució distributiva dels habitatges, en part aliens a les consideracions higienistes que caracteritzaren l'inici de segle. La producció de Rieta en aquestos anys també vindrà acompanyada per la inevitable iconografia casticista, a l'ajuntament de Riba-roja, i l'eclecticisme als seus edificis construïts a la plaça d'Amèrica (Edifici Llorente, 1929) o a la de l'Ajuntament, (Edifici Gil, 1932), en aquestos es disposen, moderadament i als xamfrans sobretot, elements vernaculars, coronaments i edicles; tot això sobre una base acadèmica sòbria, ordenada, constructivament correcta i perdurable.
S'interessava per l'evolució de l'arquitectura, com ho demostra el fet que rebera revistes com Nuevas Formas, Arquitectura, Arquitectural Record, Architettura e Arti Decorative, Innen-Dekoration, i Wamuth Monastshefte für Baukunst, que el posen al dia de l'arquitectura centreuropea i americana. Així, es reconeix la influència de la wagnershule i l'obra d'Olbrich en la Casa Gil de l'any 1929 a Nàquera. També les influències i la presència d'elements art déco en algunes de les seues obres, destacant el cine Capitol. En aquest edifici també s'aprecia la influència de l'arquitectura holandesa dels anys trenta, de Berlage, i a la vegada reflecteix un profund coneixement de les possibilitats del maó, aprés de l'arquitectura neomudèjar. Els espais interiors estaran determinats per una distribució acord amb una cientifista corba de visibilitat i formes art déco, procedent de la seua abundant biblioteca sobre cinematografia i teatres.
Al seu edifici Cervera, del 1931 a la plaça de l'Ajuntament, demostra el seu coneixement de l'Escola de Chicago. Realitza un complex destiat a habitatges i oficines (situades en un cos lateral que és "funcionalment" denotat per una torre escalonada, emparentada amb la del palau Stoclet i amb els perfils d'alguns gratacels americans), recompost amb la successió d'un ordre gegant amb trencallums.
Es mantindrà alié a les actituds trencadores, pels seu tarannà conservador, però les coneix a partir dels primers manifestos dels seus principals protagonistes, com Le Corbusier, de qui tenia les primeres edicions dels seus textos.
Tres obres seues marcaran els límits de la seua aproximació a l'arquitectura més avançada. El primer d'aquestos és l'edifici Cuadrado, situat al carrer Guillem de Castro, 1935-39. Hi proposa habitatges mínims amb agrupació de serveis de bugaderia comuna (tipologia totalment inèdita a València) servits per un corredor que dona a un pati justificat per a fer desaparéixer "els antihigiènics patis interiors dels edificis". A la façana corba, hi elimina qualsevol decoració aplicada, i la seua horitzontalitat és subratllada per mitjà de franges de finestres amb entrepilastres de rajola i un incipient intent d'industrialització en els cobrepersianes de xapa ondulada.
L'edifici Gil, 2 (1933), al carrer Sorní, mostra l'interés de Rieta per l'arquitectura de vidre, disposa una façana de vidre amb fusteria a la manera de les galeries de pati d'illa. L'accentuació del cos central corrobararia la continuïtat amb els procediments de composició clàssica.
L'altre és l'edifici Gil, 4 (1939-41), amb una tendència més expressionista per la superposició de volums corbs, en els quals s'alternen franges motllurades d'estuc amb rajola de color groc i un moviment ascendent cap a la torre en cantonada.
Encara que el Grup Escolar Divina Pastora, del 1955 a Tavernes de la Valldigna, encara roman fidel als codis moderns, la postguerra suposa una tornada al casticisme i als principis acadèmics. Exemples d'això són el col·legi La Salle a Paterna (1955) i el Banco Popular, al carrer de les Barques, 1944-47, ací dona regna solta al treball de maó en una traceria neomudèjar.
Preocupat més pel paper de l'arquitecte dins de la societat que d'artista vinculat a la tradició Beaux-Arts, es configura com a professional liberal, i el 1930 formà part de la comissió redactora del reglament del Col·legi d'Arquitectes de la Zona de València. Més tard, serà el primer secretari del Col·legi d'Arquitectes de València durant la postguerra i ocuparà el càrrec de degà el 1947. També va ser arquitecte municipal de Benaguasil, Tavernes de la Valldigna i Paterna fins que es jubilà. L'any 1974 se'l nomena acadèmic de número de la Reial Acadèmia de Belles Arts de Sant Carles.

## Obres

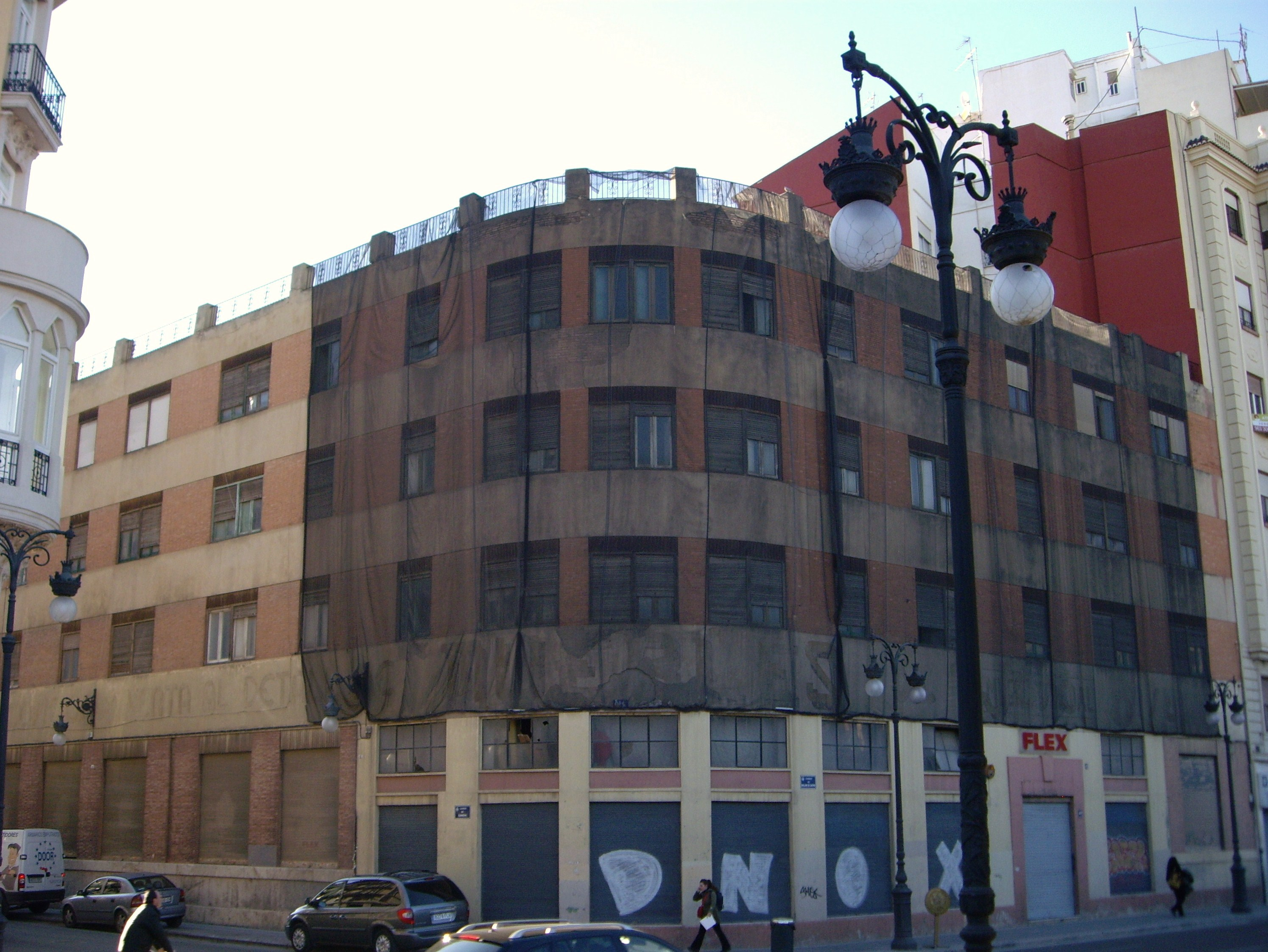
Edifici Cuadrado

- Edifici Llorente, plaça d'Amèrica, 1929.
- Xalet Gil, Nàquera, 1929.
- Cine Capitol, carrer Ribera, València, 1930.

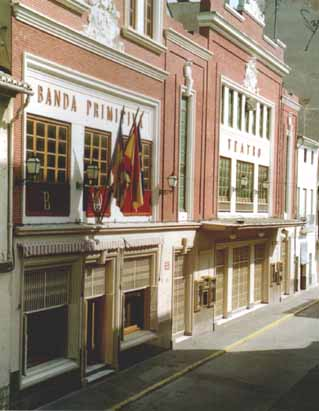
Banda Primitiva de Llíria

- Banda Primitiva de LlíriaEdifici Cervera, plaça de l'Ajuntament, València, 1931.
- Edifici Gil 2, carrer Sorní, València, 1933-34.
- Edifici Cuadrado. carrer Guillem de Castro, València 1935.
- Edifici Gil 4, carrer Sant Vicent, València, 1939.
- Teatre de la Banda Primitiva de Llíria,[3] carrer Metge Miquel Pérez, 4-6 Llíria (València)1951.